# Wapen van Luinjeberd

Wapen van Luinjeberd

Het wapen van Luinjeberd is het dorpswapen van het Nederlandse dorp Luinjeberd, in de Friese gemeente Heerenveen. Het wapen werd in de huidige vorm in 2000 geregistreerd.

## Geschiedenis
Het wapen is afkomstig van een avondmaalsbeker van de kerk van Tjalleberd. Deze beker is afkomstig uit de 17e eeuw. Daar de wapens spreuken in Latijn bevatten, zou de auteur mogelijk een geestelijke kunnen zijn. De bomen in het wapen zijn een veelvoorkomend symbool in de landstreek Zevenwouden. Hoewel het wapen reeds langer bekend was, werd het in 2000 officieel geregistreerd op initiatief van plaatselijk belang.

Wapen van Zevenwouden.

## Beschrijving
De blazoenering van het wapen luidt als volgt:
Gedeeld: I. in zilver een dorre boom op een grond, alles van groen; II. in goud een boom op een grond, alles van groen. Wapenspreuk: op een groen lint in gele kapitalen: "Regeneratio" (Wedergeboorte).
De heraldische kleuren zijn: zilver (zilver), sinopel (groen) en goud (goud).

## Zie ook

Wapen van Gersloot
Wapen van Gersloot-Polder
Wapen van Terband
Wapen van Tjalleberd